# Laurent Guillon
Pour les articles homonymes, voir Guillon (homonymie).
Laurent Guillon, 纪隆 [ji long] 主教,  né le 8 novembre 1854 à Chindrieux (Savoie) et mort décapité à Moukden le 2 juillet 1900, est un missionnaire français des Missions étrangères de Paris qui fut vicaire apostolique de Mandchourie-Méridionale.

## Biographie

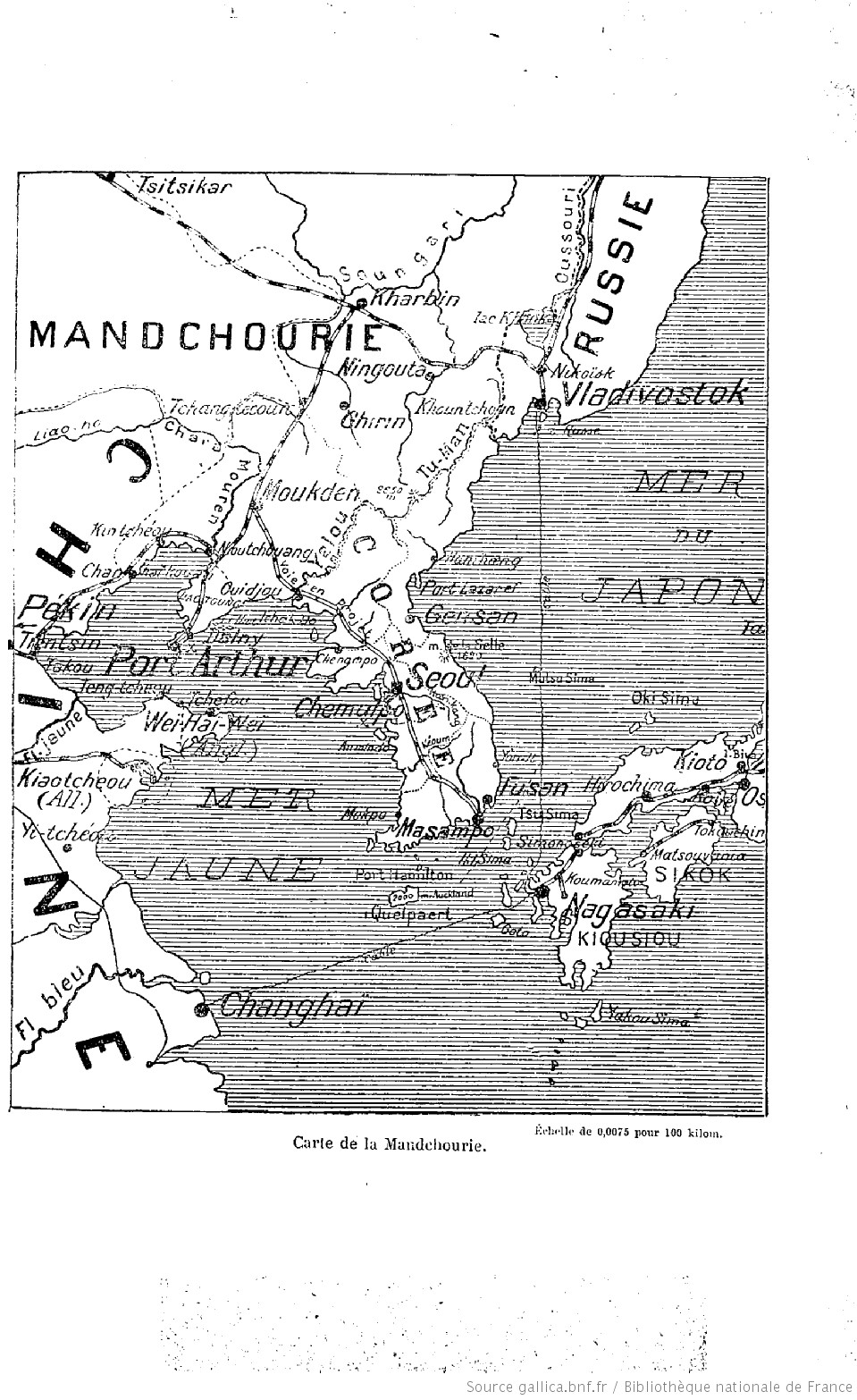
Situation de la Mandchourie

## Formation
Laurent Guillon poursuit ses études au petit séminaire de Pont-de-Beauvoisin[Lequel ?], puis entre au séminaire des Missions étrangères de Paris, le 19 septembre 1873. Il est ordonné prêtre, le 22 septembre 1877, et part le 10 janvier 1878 pour la Mandchourie. 

## Prêtre missionnaire
Il étudie la langue chinoise à Yang-kouan, qu'il est ensuite chargé d'administrer. En 1880, il dirige le poste de mission de Tcha-kéou, et, peu après, il manque de mourir de la petite vérole, dont il avait été atteint à Hioung-iao en donnant la confirmation à un enfant contaminé. En 1882, alors qu'il accompagne son évêque, Mgr Constant Dubail, en route pour la France, il est frappé de la typhoïde à Hong Kong où il doit se soigner. Guéri, il est chargé de diriger le séminaire de sa mission.

## Évêque missionnaire
Le 28 décembre 1889, il est nommé par le Saint-Siège évêque in partibus d'Euménie (de) et vicaire apostolique de la Mandchourie ; il est consacré par Mgr Rutjes (en) C.I.C.M. le 25 mai 1890, dans l'église de Moukden avec comme co-consécrateurs Joseph Noirjean et Flament Minard. Très dynamique et parfois même jugé comme trop hardi, il multiplie les activités. En cinq ans, de 1894 à 1898, dix mille autochtones sont convertis. En 1894, sa courageuse attitude rassure la population de Moukden et des environs, qu'épouvantait l'approche des troupes japonaises.
En juillet 1897, il a pour coadjuteur Mgr Lalouyer qu'il consacre en décembre suivant. Il obtient la division de la mission de Mandchourie en deux vicariats apostoliques qui devient effective le 10 mai 1898 : le vicariat de Mandchourie-Méridionale, dont il demeure à la tête avec siège à Moukden, et le vicariat de Mandchourie-Septentrionale qui est à la charge de Mgr Lalouyer. Sa mission compte alors 23 missionnaires, 8 prêtres chinois, 115 catéchistes, pour 20 050 catholiques. Il se fait aider par les sœurs de la Providence de Portieux qui dirigent des orphelinats et de nombreuses écoles.

### Martyre
Pendant la sanglante révolte des Boxers de 1900, les missions chrétiennes (autant catholiques que protestantes) sont détruites et des fidèles tués. Trente mille chrétiens sont assassinés en Chine, ainsi que trois cents missionnaires . Mgr Guillon est assiégé dans sa cathédrale où il s'était réfugié avec un missionnaire français, le P. Noël-Marie Émonet , le prêtre chinois Jean Li, deux religieuses de la Providence de Portieux , chargées de l'orphelinat de Moukden, et près de deux cents fidèles à qui il donne l'absolution. Il est décapité par les révoltés, puis ceux-ci mettent le feu à la cathédrale et tous les réfugiés meurent brûlés vifs. La tête de l'évêque est promenée au bout d'une pique à travers toute la ville. Une cathédrale plus grande, de style gothique, sera construite de 1909 à 1912 à l'emplacement de l'ancienne.

## Armes

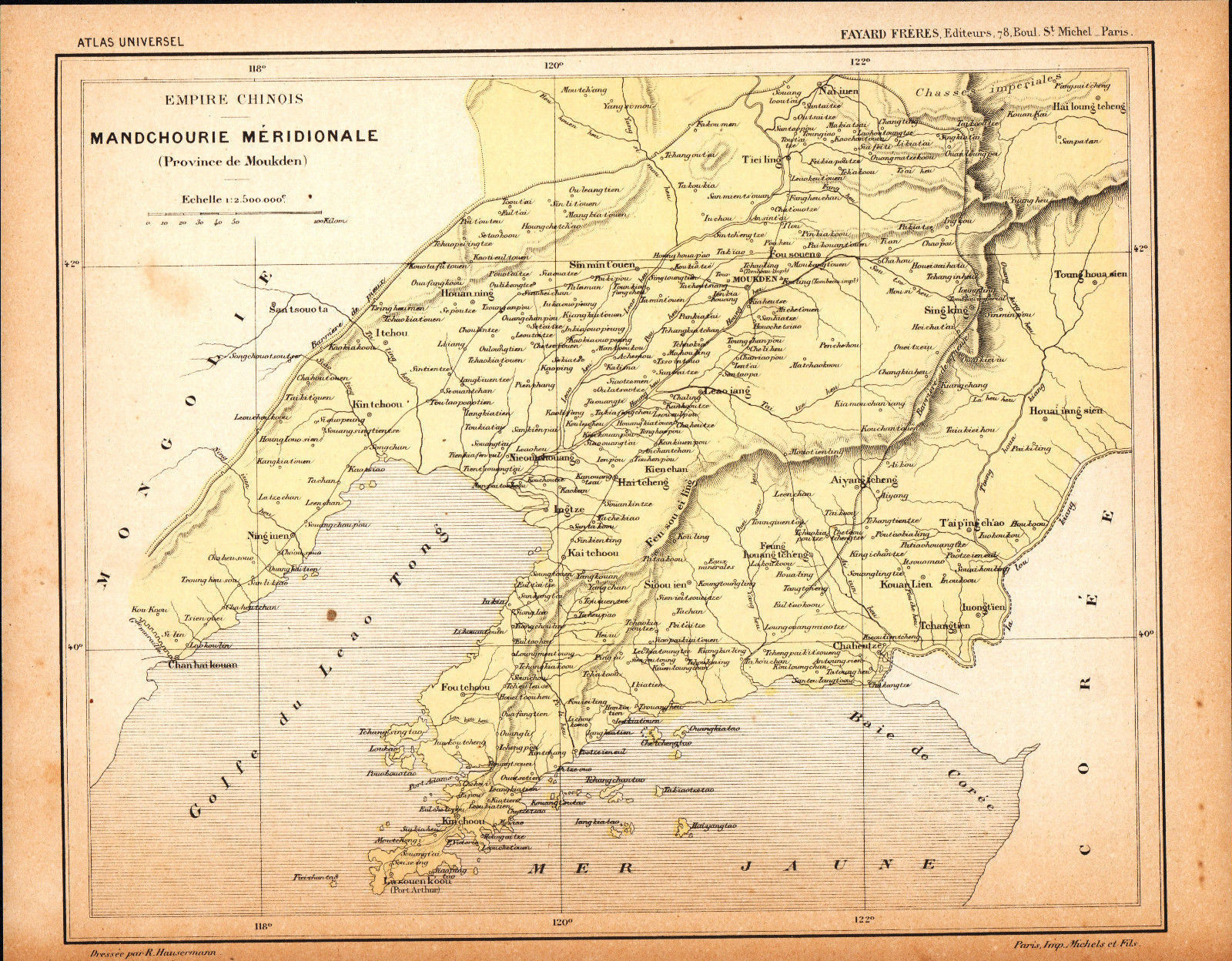
Carte de Mandchourie-Méridionale.

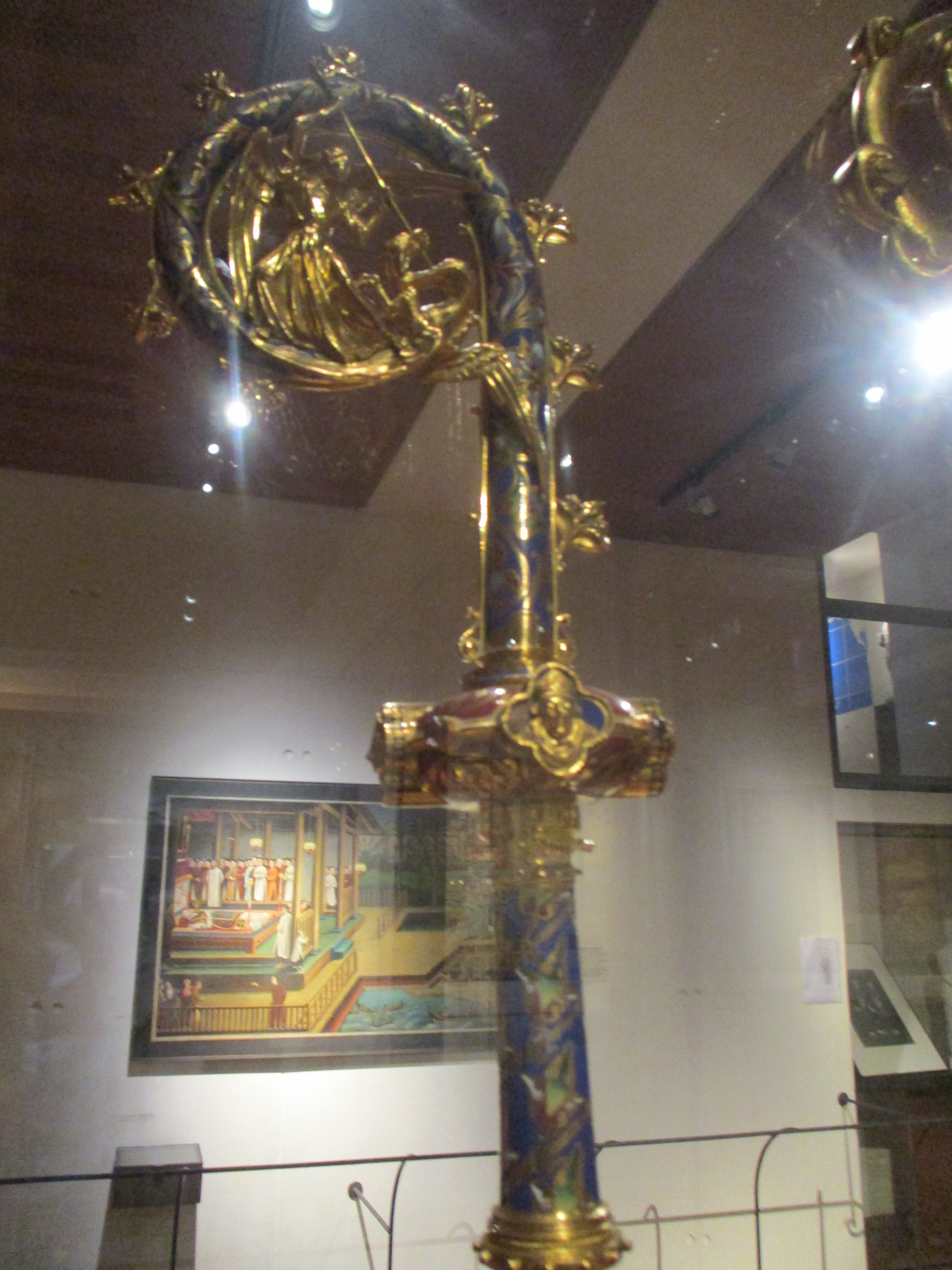
Crosse de Mgr Guillon, à la crypte des MEP.

Coupé au 1 d'azur à la colombe de l'arche volant en bande, à trois étoiles d'or rangées en fasce en dessous ; au 2 de gueules à l'agneau pascal d'argent, terrassé du même et avec un Sacré-Cœur de gueules sur la bannière, à la fasce d'or en divise brochant sur la partition.
Deviseː In dilectione et pace.

## Publications
- Petit catéchisme pour les vieillards, Imprimerie de Nazareth, Hong-Kong, 1898, in-32, p. 24 ; 4e édit., 1909, in-18, p. 26.
- Lettre de Sa Grandeur, Mgr Guillon, évêque de la Mandchourie méridionale à M. Charles Perreau, banquier à Chambéry (sur la mort du P. Paul Perreau). - Imprimerie générale de Savoie, place Caffe, Chambéry, 1899, in-8, p. 13.